# Hrísztosz Pacadzóglu
Hrísztosz Pacadzóglu (görögül: Χρήστος Πατσατζόγλου; Kasztoriá, 1979. március 19. –) görög válogatott labdarúgó, posztját tekintve jobb oldali védő. Jelenleg az Iraklisz Pszahnon játékosa.

## Pályafutása

### Klubcsapatokban
Pályafutását szülővárosa csapatában az Agía Eleúsza csapatában kezdte. 1996-ban a Skoda Xánthi igazolta le, ahol négy teljes szezont töltött. Júrkasz Szeitarídisz mellett az egyik legtehetségesebb görög hátvédként tartották számon, éppen ezért nem volt meglepő, hogy az egyik legnagyobb görög klubhoz az Olimbiakószhoz szerződött 2000-ben. Egy AÉK elleni derbin komoly sérülést szenvedett 2003-ban, aminek következtében hosszú időt kellett kihagynia. Mintegy két év után tért vissza a 2004–2005-ös szezon végén. A 2006–2007-es idényben egy AS Roma elleni bajnokok ligája meccsen ismét megsérült és kiújult a korábbi térdsérülése. A következő idényben a bajnokok ligája 2007–2008-as sorozatában gólt szerzett a Werder Bremen elleni idegenbeli mérkőzésen, amivel csapata első idegenbeli győzelméhez járult hozzá a legrangosabb európai kupasorozatban.
2009. június 1-én a ciprusi Omónia csapatához szerződött, de egy újabb sérülés miatt mindössze csak 6 mérkőzésen lépett pályára a szezonban, így egy év után távozott.
2010. augusztus 30-án egyéves szerződést kötött az AÉK együttesével, de ezt nem töltötte ki végig és 2011 januárjában távozott. Új csapata a PASZ Jánina lett, mely ekkor a másodosztályban szerepelt. Két évig szerepelt a Jánina színeiben és ezalatt sikerült feljutniuk az első osztályba. 2013 júliusában az alacsonyabb osztályú Iraklisz Pszahnon csapatához igazolt.

### A válogatottban
A görög U21-es válogatottban 1999. és 2002. között 20 alkalommal lépett pályára és 3 gólt szerzett. Tagja volt a 2002 U21-es Európa-bajnokság részt vevő U21-es válogatott keretének.
A görög válogatottban 2000. és 2010 között 45 alkalommal szerepelt és 1 gólt szerzett.
Részt vett a 2008-as Európa-bajnokságon és a 2010-es világbajnokságon.

#### Válogatottban szerzett góljai
| Gólok | Dátum             | Helyszín                    | Ellenfél            | Eredmény | Végeredmény | Kiírás               |
| ----- | ----------------- | --------------------------- | ------------------- | -------- | ----------- | -------------------- |
| 1.    | 2006. október 11. | Zenica, Bosznia-Hercegovina | Bosznia-Hercegovina | 0–2      | 0–4         | 2008-as Eb-selejtező |

## Sikerei, díjai
Olimbiakósz
- Görög bajnok (8): 2000–01, 2001–02, 2002–03, 2004–05, 2005–06, 2006–07, 2007–08, 2008–09
- Görög kupagyőztes (4): 2004–05, 2005–06, 2007–08, 2008–09
- Görög szuperkupagyőztes (1): 2007

Omónia
- Ciprusi bajnok (1): 2009–10
- Ciprusi kupagyőztes (1): 2009–10

Egyéni
- LEgjobb fiatal játékos Görögországban (1): 1999–2000

## Külső hivatkozások
- Hrísztosz Pacadzóglu Archiválva 2013. június 24-i dátummal az Archive.is-en – a FIFA.com honlapján
- Hrísztosz Pacadzóglu – a National-football-teams.com honlapján